# Algemene Oosterbegraafplaats (Enschede)

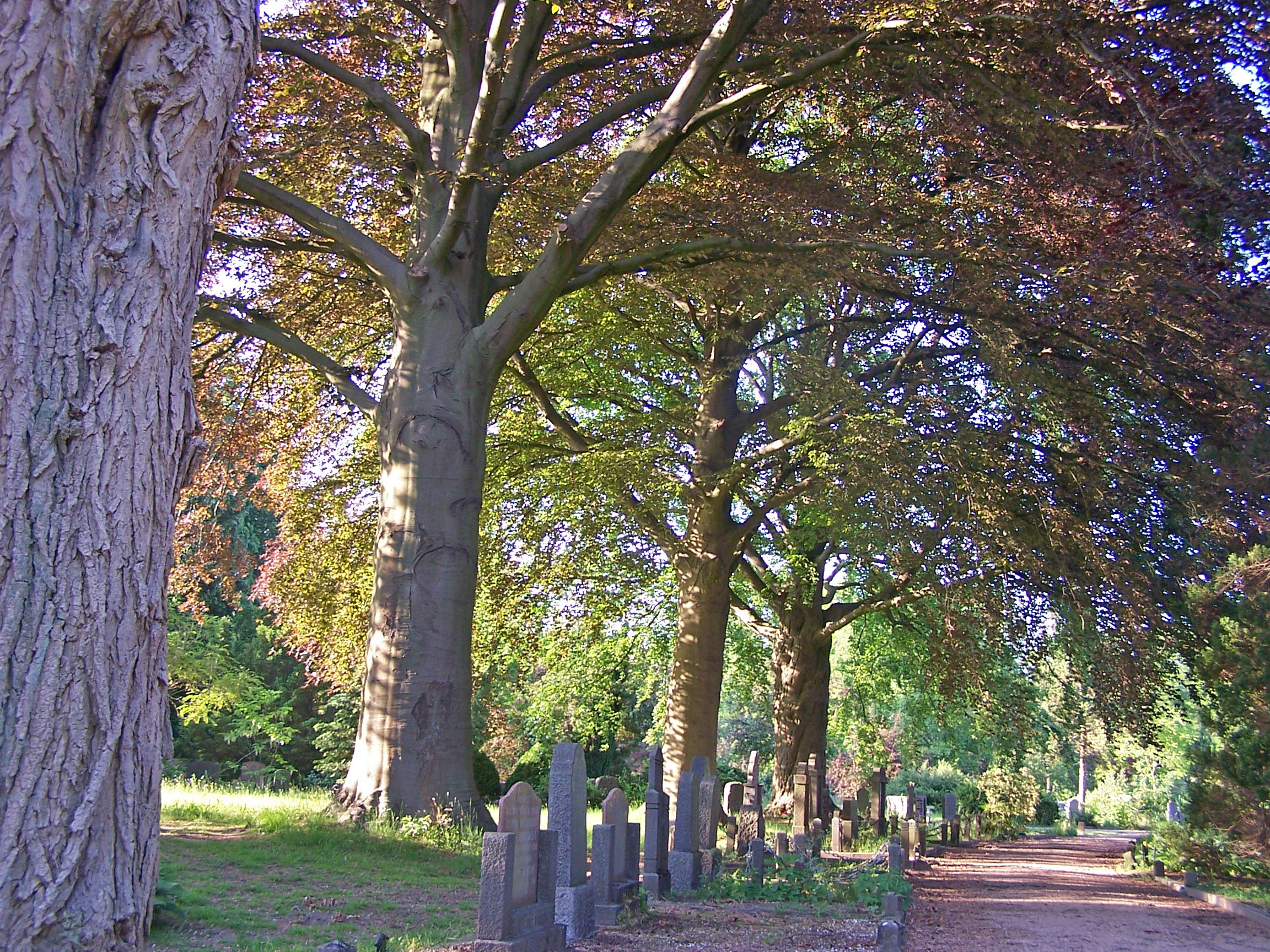
Bomen op de Algemene Oosterbegraafplaats in Enschede

De Algemene Oosterbegraafplaats is een begraafplaats te Enschede, geopend in 1899. Het is een rijksmonument waar ook nieuwe graven uitgegeven worden, in zowel grond- als keldergraven.
De ontwerper is H.F. Hartogh Heys van Zouteveen. Het hoofdgebouw en de twee dienstgebouwen werden in 1929 opgetrokken in de stijl van de Amsterdamse School.
Op 24 september 2005 is er een muur met wandgraven en urnennissen geopend door de toenmalige wethouder A.J. Le Loux.

## Begraven op de Oosterbegraafplaats
Tussen haken staat het sterfjaar.
- Edo Johannes Bergsma (1948)
- Jacobus Joännes van Deinse (1947)
- Catharina 'Cato' Elderink (1941)
- Jan Bernard van Heek (1923)
- Edwina van Heek-Burr Ewing (1945)
- Gerrit Jan van Heek (1915)
- Gerard van Hove (1936)
- Maria G. van Hove-ter Kuile (1965)
- Leendert Overduin (1975)

## Oorlogsgraven

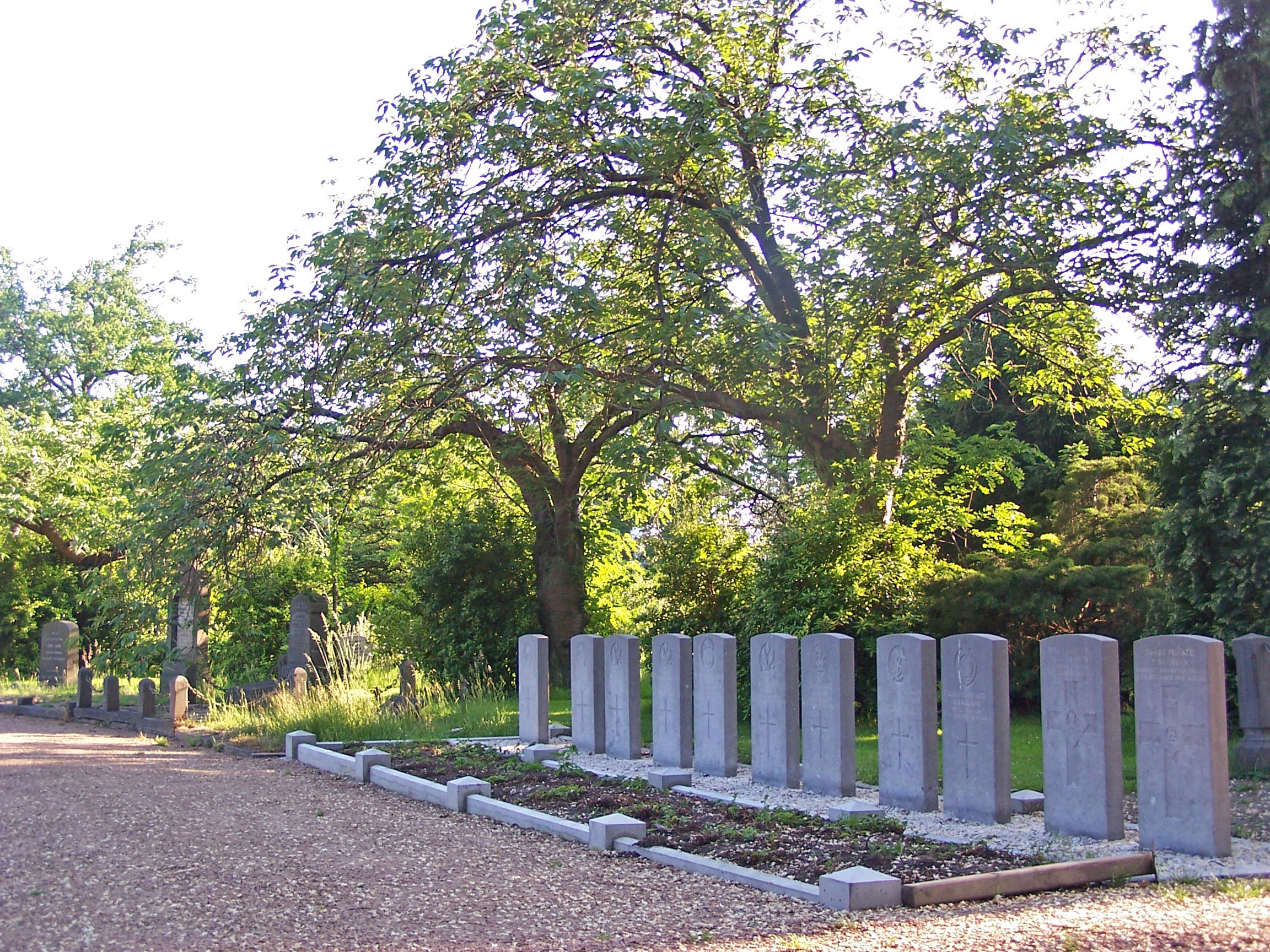
Gesneuvelde soldaten van het Gemenebest uit de Eerste Wereldoorlog

Uit landen van het Gemenebest liggen op de begraafplaats 11 doden uit de Eerste en 50 doden uit de Tweede Wereldoorlog begraven.
Van die laatsten (WO II) waren ongeveer de helft vliegeniers; de anderen waren onderdeel van de grondtroepen en zijn omgekomen in de laatste stadia van de oorlog.

## Foto's

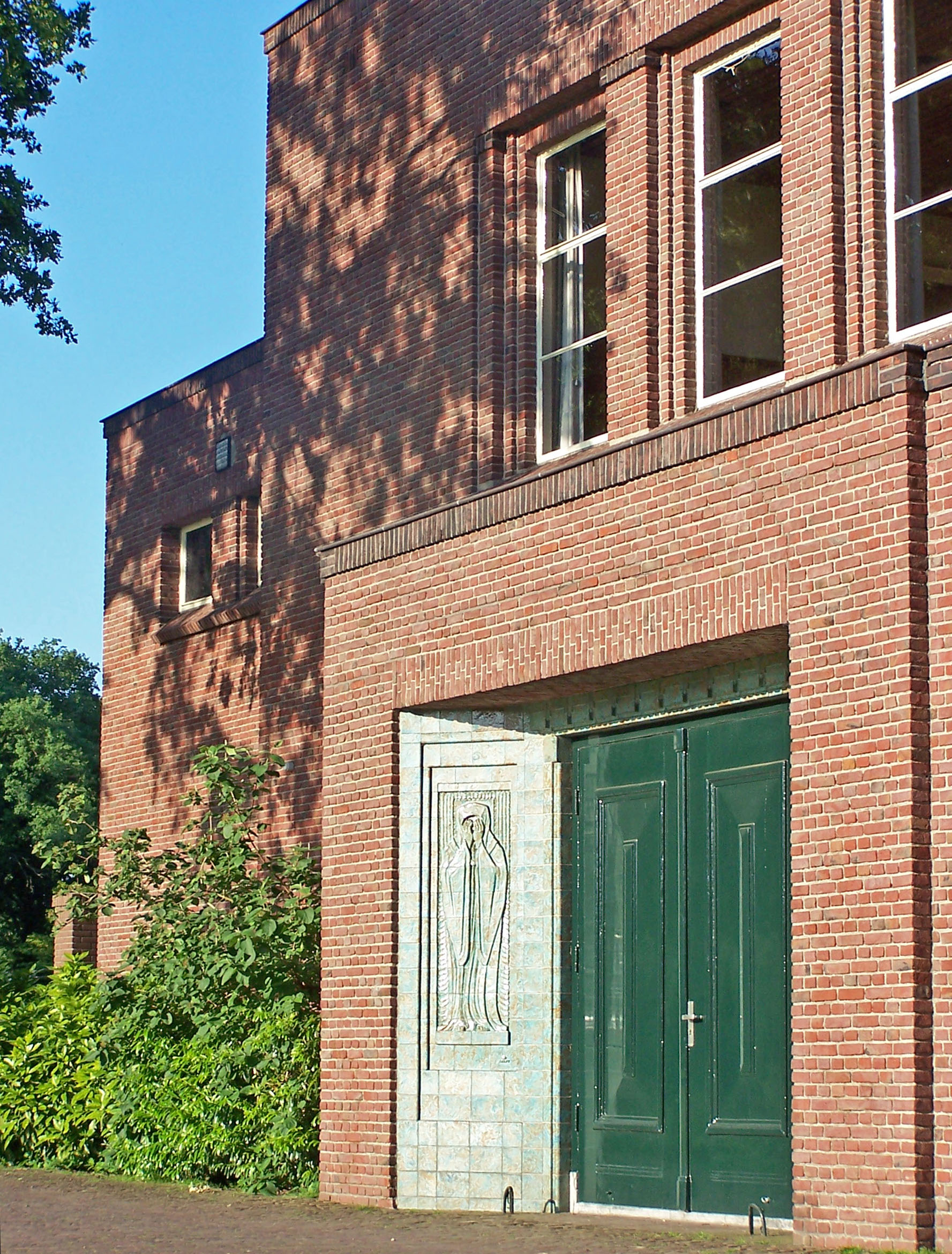
Voordeur van het hoofdgebouw
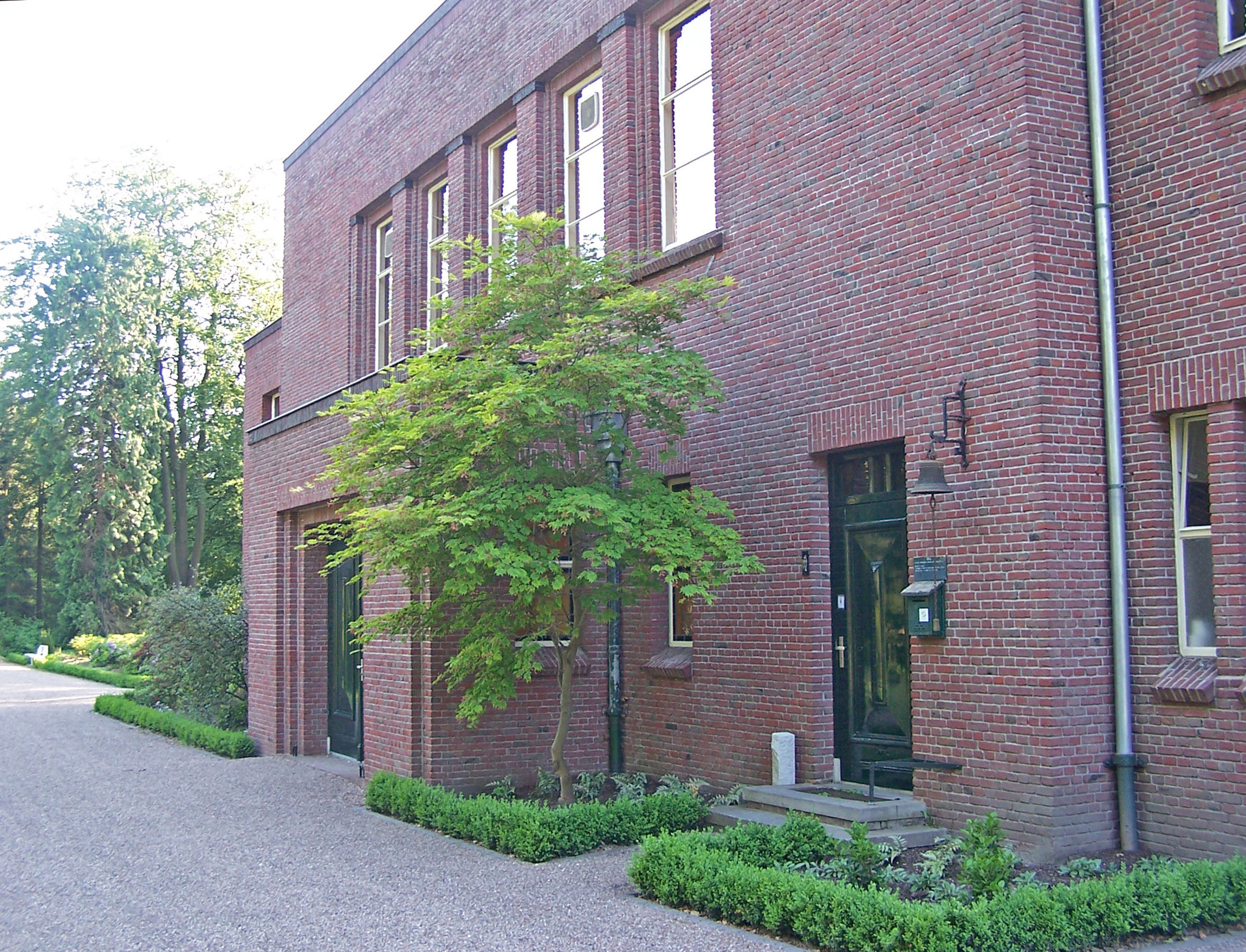
Achterkant van het hoofdgebouw
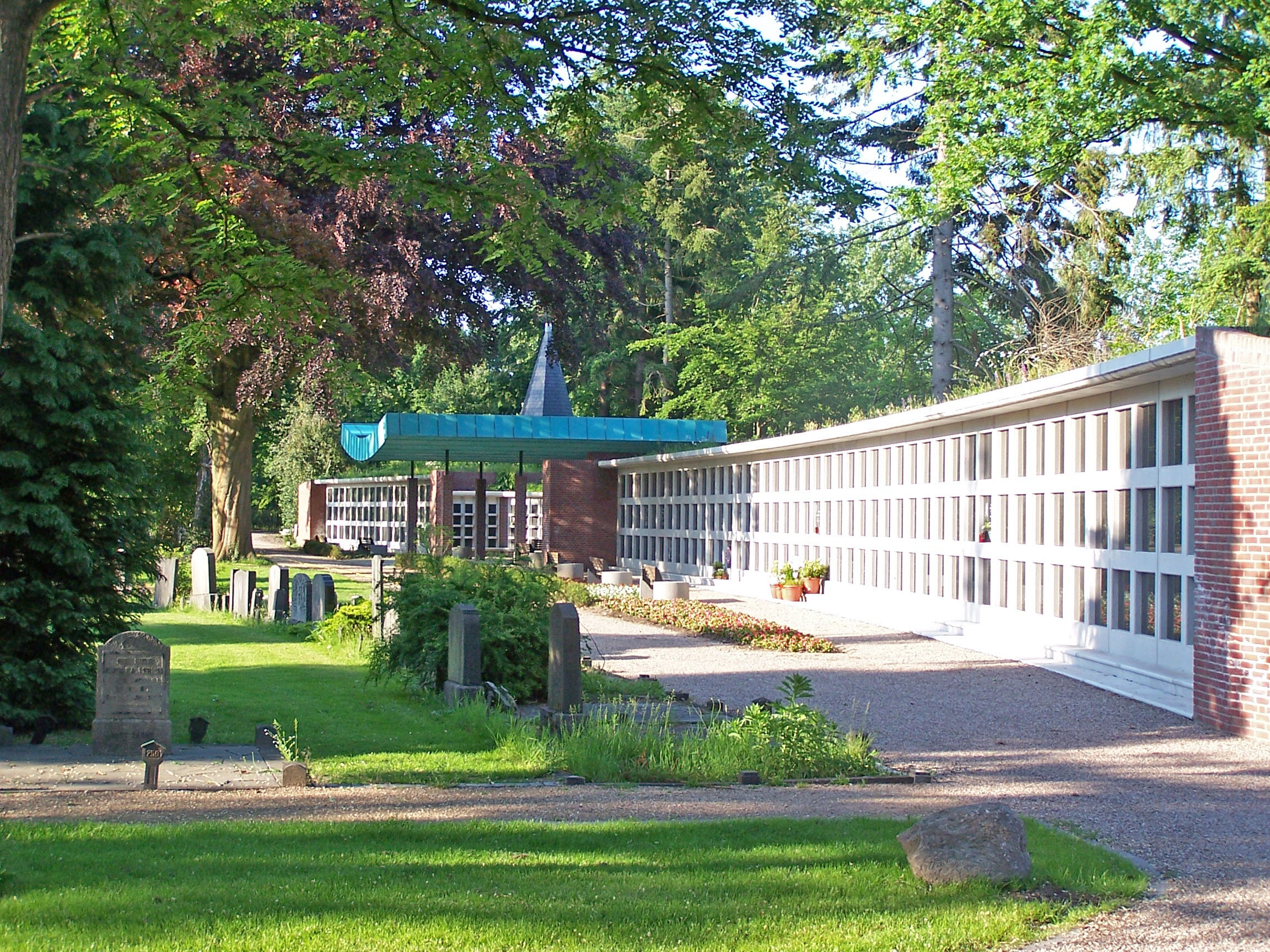
Muur met wandgraven
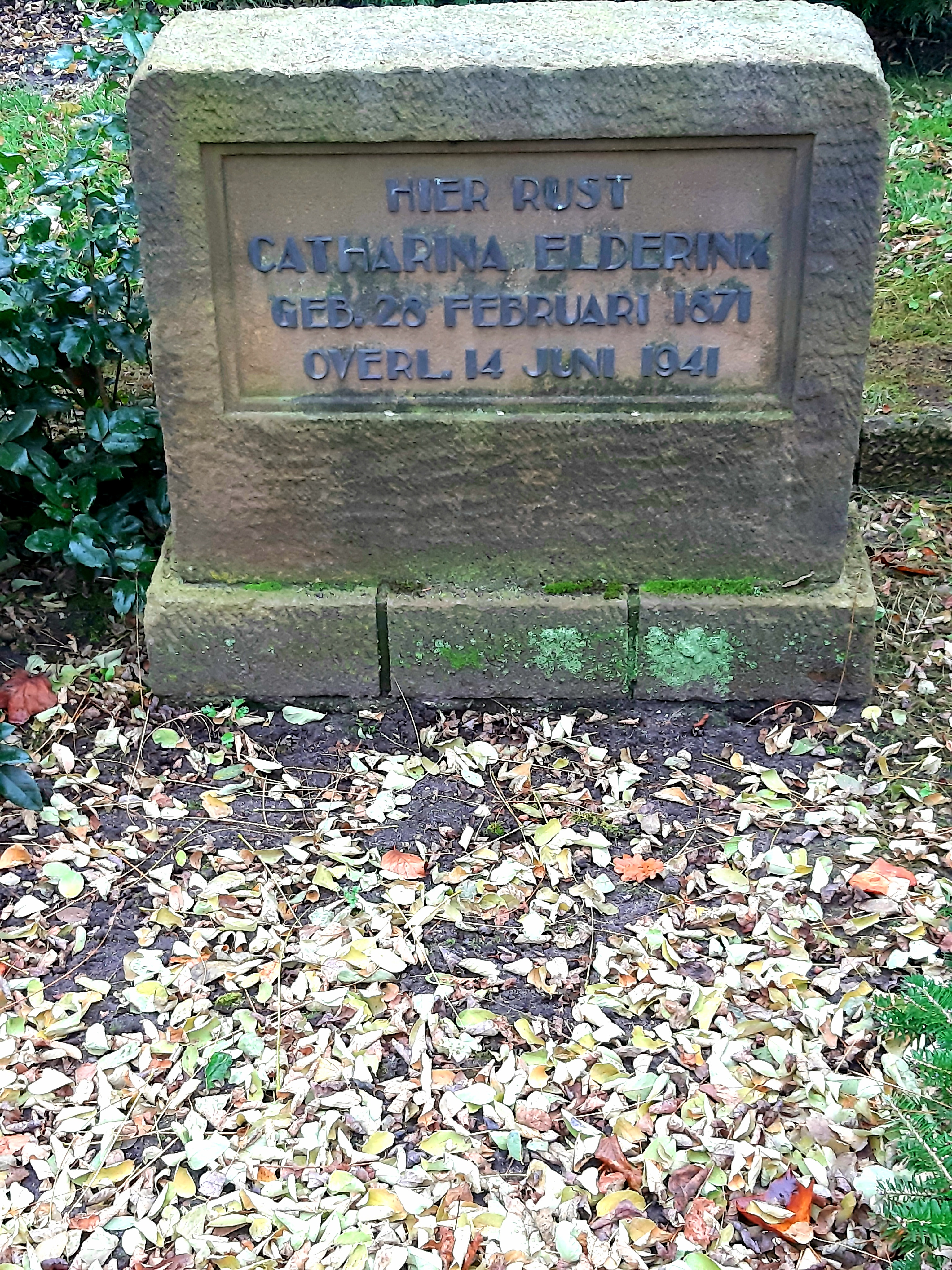
Graf van Cato Elderink
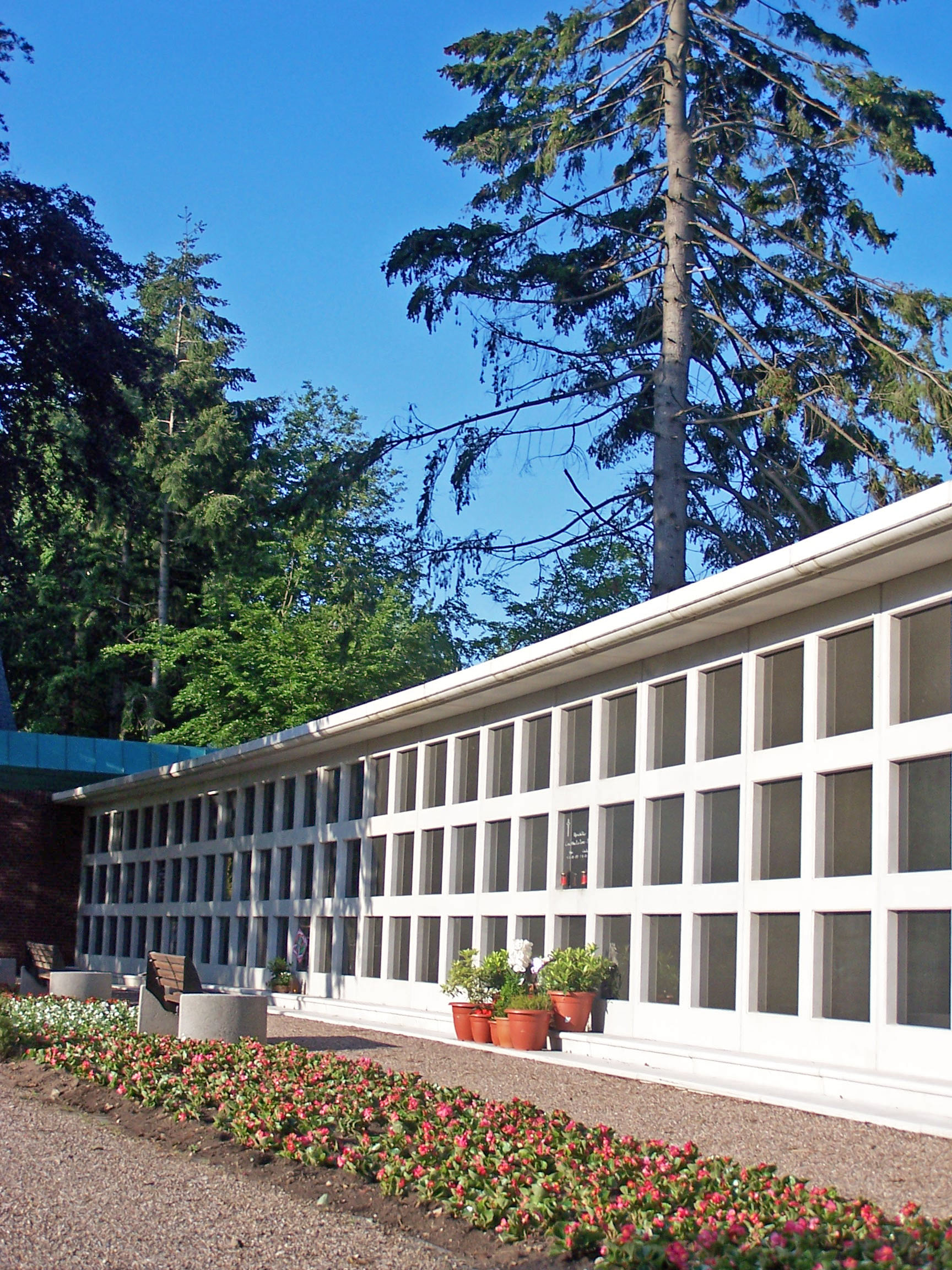
Enkele wandgraven
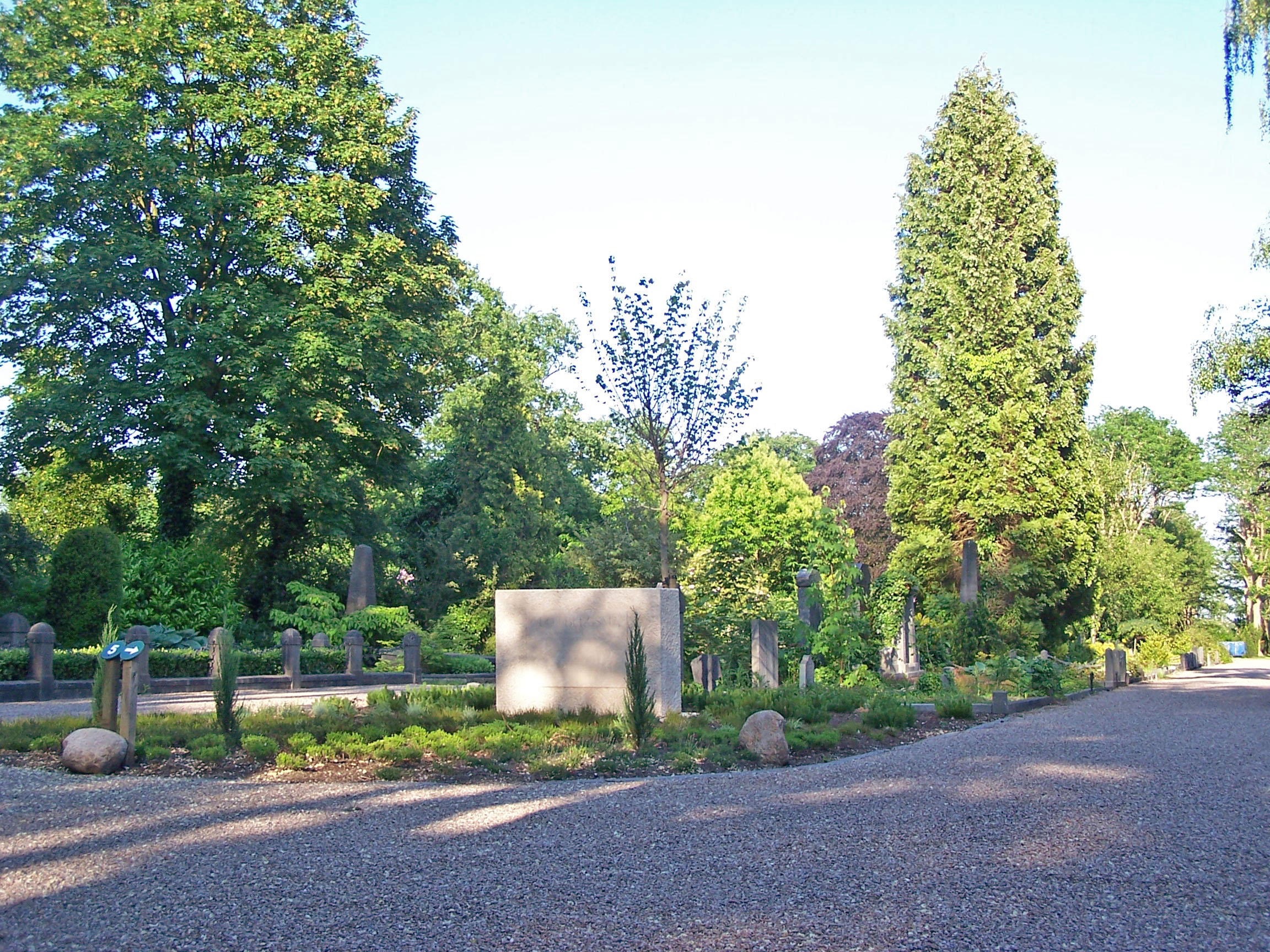
Graf van Edo Bergsma
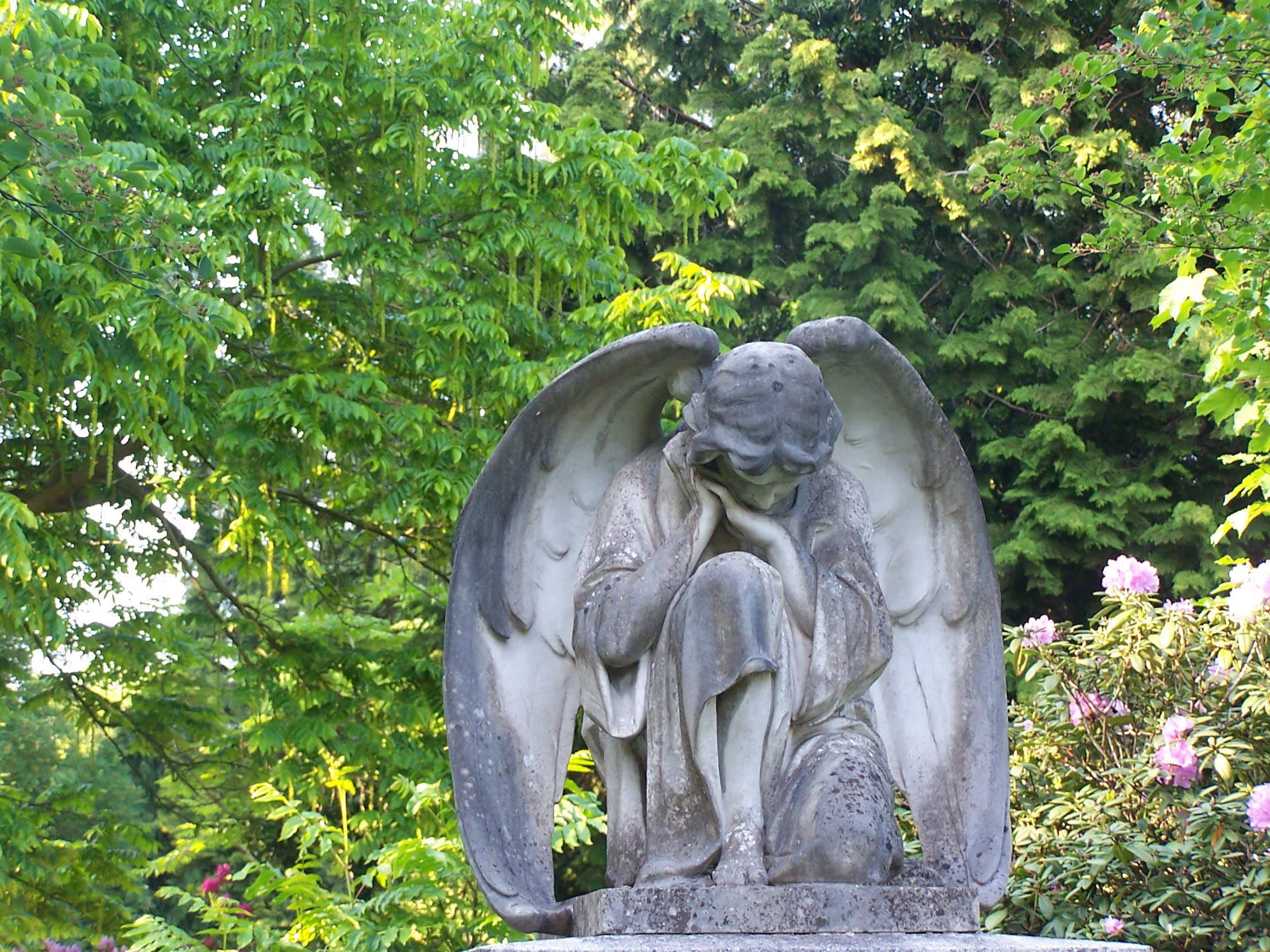
Beeld van een geknielde engel
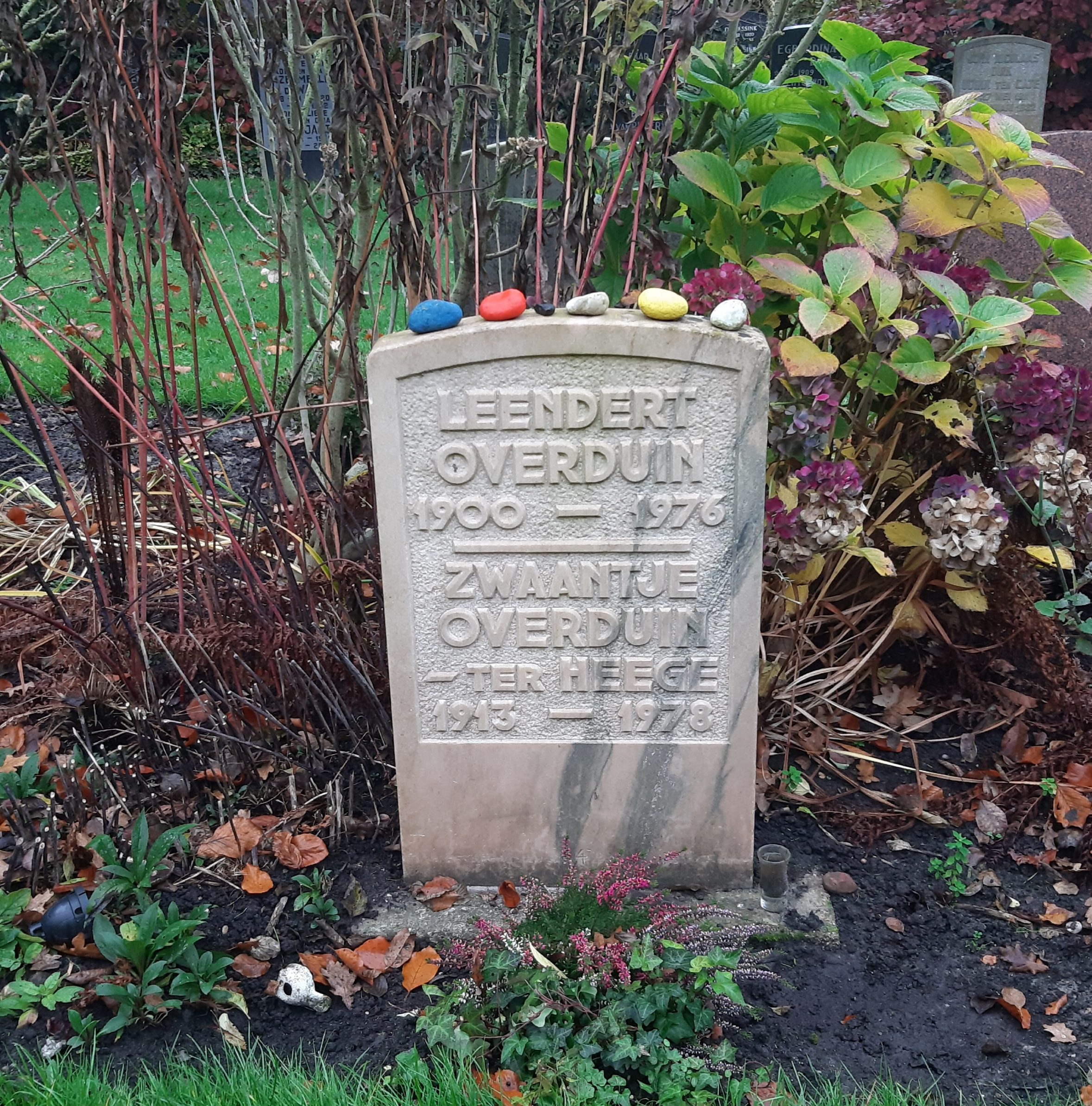
Graf van Leendert Overduin